# Кулікали Перші
Куліка́ли Перші (рос. Куликалы Первые, марій. Кугысер) — присілок у складі Гірськомарійського району Марій Ел, Росія. Входить до складу Єласівського сільського поселення.

## Населення
Населення — 98 осіб (2010; 125 у 2002).
Національний склад (станом на 2002 рік):
- марі — 98 %